# Discolobium junceum
Discolobium junceum är en ärtväxtart som beskrevs av Marc Micheli. Discolobium junceum ingår i släktet Discolobium och familjen ärtväxter. Inga underarter finns listade i Catalogue of Life.